# مراحل الجوائح لمنظمة الصحة العالمية
تقسم منظمة الصحة العالمية مراحل نشوء الأوبئة و الجوائح إلى 8 مراحل رئيسية. و يستخدم هذا التقسيم لقياس مراحل تطور جوائح الأمراض المعدية بشكل عام، كما يستخدم بشكل كبير في تتبع مراحل تطور جوائح الإنفلونزا و ذلك لتسهيل عملية تتبعها وفهمها. و تعبر المراحل الثلاث الأولى إلى عملية التأهب، وذلك لتخطيط الوسائل المناسبة لصد الجائحة. بينما تعتبر المراحل الرابعة إلى الخامسة هي مراحل تطور الجائحة وتستلزم وسائل الحد والسيطرة على الانتشار. أما المرحلتين الأخيرتين فتهدف إلى التأكد من انتهاء الجائحة.

## أقاليم منظمة الصحة

مكاتب الرئيسية لأقاليم منظمة الصحة العالمية:
أفريقيا: برازافيل، الكونغو
الأمريكتين: واشنطن دي سي، الولايات المتحدة
شرق المتوسط: القاهرة، مصر
أوروبا: كوبنهاغن، الدنمارك
جنوب شرق آسيا: نيو دلهي، الهند
غربالهادي: مانيلا، الفلبين